# Slot Skottorp
Slot Skottorp (Zweeds: Skottorps slott) is een kasteel in de provincie Hallands län in Zweden. Het kasteel ligt vlak bij de Hallandsås, circa twaalf kilometer ten zuiden van de stad Laholm.
Het kasteel stamt uit de tweede helft van de 17de eeuw en is ontworpen door de architect Nicodemus Tessin de Oudere. Het kasteel werd in de jaren 20 van de 19de eeuw in de bouwstijl classicisme omgebouwd en gemoderniseerd. Het interieur van het kasteel is in empirestijl. Sinds 1986 staat het object op de Zweedse monumentenlijst.